# エル・ヒガンテ
エル・ヒガンテ（El Gigante）ことホルヘ・ゴンサレス（Jorge González、1966年1月31日 - 2010年9月22日）は、アルゼンチン出身のプロレスラー。
WWFにおけるジャイアント・ゴンザレス（Giant Gonzales）のリングネームでも知られる。日本では、大巨人アンドレ・ザ・ジャイアントを超える長身から「超巨人」、またプリモ・カルネラのニックネーム「動くアルプス」にあやかり、南アメリカ出身であることから「動くアンデス」などの異名で呼ばれた。

## 来歴
両親ともに普通の体格であったが、出生時に体重が6000グラムあり、身長も10歳で175cm、14歳で193cm、16歳で2メートルを超えた。
母国アルゼンチンでは歴代最高の身長を持つバスケットボール選手として活躍。ナショナル選抜チームに所属し、1986年のFIBA世界選手権にも出場した。1988年、NBAドラフトの第3巡でアトランタ・ホークスに指名されるが、NBAのレベルに達することができずに廃業（膝の負傷による引退とも本人は語っている）。ホークスと同じくテッド・ターナーが所有していたWCWのジム・ハード副社長およびジム・ロスのスカウトにより、プロレスラーに転向することとなった。
当時WCWのブッカーでもあったヒロ・マツダのもとでトレーニングを積み、1990年5月のPPV "Capital Combat" にてファンの前で紹介された後、同年7月7日にメリーランド州ボルチモアで開催された『グレート・アメリカン・バッシュ'90』にてデビューを果たす。スペイン語で「ザ・ジャイアント」を意味するエル・ヒガンテをリングネームに、当日はポール・オーンドーフ&ジャンクヤード・ドッグとのトリオでフォー・ホースメン（アーン・アンダーソン、バリー・ウインダム、シッド・ビシャス）と対戦した。WCWではデビュー以来ベビーフェイスのポジションで活動、アンドレ・ザ・ジャイアント以上の巨人レスラーとして注目を集め、1991年は2月から6月にかけてリック・フレアーのNWA世界ヘビー級王座に再三挑戦している。
1991年3月21日には新日本プロレスの東京ドーム大会『'91スターケードin闘強導夢』に初来日、ビッグ・キャット・ヒューズを一蹴した。以降も新日本プロレスに特別参加の扱いで度々参戦して、同年8月の再来日では獣神サンダー・ライガーと凸凹タッグを結成。1992年1月4日の東京ドーム大会ではビッグバン・ベイダーと対戦している。
1993年、ジャイアント・ゴンザレスと改名してWWFに移籍。ハービー・ウィップルマンをマネージャーに付けてヒールに転向し、1月24日の『ロイヤルランブル'93』のランブル戦に筋肉柄の全身タイツという異様なコスチュームで乱入、ジ・アンダーテイカーを急襲した。以後、アンダーテイカーとの抗争アングルが展開され、4月4日の『レッスルマニアIX』ではクロロホルムを使ってアンダーテイカーを昏睡状態にさせた。しかし、8月30日の『サマースラム'93』での決着戦でアンダーテイカーに敗れ、試合後にウィップルマンと決別してベビーフェイスに転向。その後はアダム・ボムとの抗争が予定されていたが、10月にWWFを離脱した。
WWF退団後はリングネームをエル・ヒガンテに戻し、1994年5月1日、新日本プロレスの福岡ドーム大会に来日して安田忠夫に勝利。以降は日本を主戦場とし、1995年2月8日には仙台でグレート・ムタと対戦した。同年12月はWARに参戦、北尾光司とのタッグや天龍源一郎との対決も実現した。
翌1996年、坐骨神経痛のため引退してアルゼンチンに帰国。晩年は糖尿病との闘病を続け、車椅子での生活を送っていた。2010年9月22日、サン・マルティンの病院にて死去。44歳没。

## 得意技
- チョークスラム
- ブレーン・クロー
- オーバーヘッド・チョップ
- ビッグ・ブート